# Сергейчикова Сільвія Олександрівна
Сільвія Олекса́ндрівна Серге́йчикова (рос. Сергейчикова Сильвия Александровна; нар. 1939, Курськ, РРФСР, СРСР) — радянська і українська акторка театру і кіно, режисер ігрового та документального кіно. Заслужена артистка УРСР (1977).

## Життєпис
Народилась 2 листопада 1939 р. Закінчила акторський факультет Всесоюзного державного інституту кінематографії(1960) і режисерський факультет Ленінградського державного інституту театру, музики і кінематографії (1977).
З 1960 року — у штаті Київської кіностудії імені О. Довженка.
У 1960—1966 рр. — актриса Київського театру імені Лесі Українки.
Член Національної спілки кінематографістів України.

## Фільмографія
Знялась у фільмах:
- «Літак відлітає о 9-й» (1960, Любка)
- «Сейм виходить з берегів» (1962, Софійка)
- «Два роки над прірвою» (1966, Груздова. Приз Зонального фестивалю, Тбілісі, 1967)
- «Якщо покличеш мене» (1967, Катка)
- «Та сама ніч» (1969, Ірина)
- «Де 042?» (1969, санінструктор)
- «Родина Коцюбинських» (1970, Розалія Винниченко)
- «Шлях до серця» (1970, Ханка)
- «Чорний капітан» (1973, Жугіна)
- «Будні карного розшуку» (1973, Марія Георгіївна)
- «Дума про Ковпака» (1973—1976, Галина Очерет)
- «Бірюк» (1977, епізод)
- «В'язень Другої авеню» (1980 т/ф, фільм-спектакль; Мейдж)
- «Житіє святих сестер» (1982, Феофіла)

Режисер-постановник:
- «Київські зустрічі» (1979, новела «В останні дні літа»)
- «Житіє святих сестер» (1982)
- «Брате, знайди брата!» (1988)

Режисер документальних фільмів:
- «Я вибираю…» (1992, про М. Куліша, Л. Курбаса і театр «Березіль»; Національна кінематека України)
- «Ходіння за п'ять морів» (1995, в/ц «Феміна»)
- «Одкровення» (1996, Диплом на телевізійному фестивалі Держав СНД, Росія, Набережні Челни за найкращу режисерську роботу, 1998, в/ц «Феміна»)
- «Жінка на ринку праці» (1998, в/ц «Феміна»)
- «Від ув'язнення до свободи» (1999, в/ц «Феміна»)
- «Червоний Хрест — допомога і милосердя» (2000, в/ц «Феміна»)
- «Один день з життя Сергія К.» (2001, в/ц «Феміна»)
- «Це моя дитина» (2003, в/ц «Феміна») та ін.